# Propagandhi
Propagandhi je kanadski pank rok bend formiran u Portidž la Preri-u, Manitoba 1986. godine od strane gitariste po imenu Chris Hannah i bubnjara Jord Samolesky. Bend se trenutno nalazi u Winnipeg-u, Manitoba i kompletiran je basistom Todd Kowalski i gitaristom Sulynn Hago.
Dok je njihov raniji rad težio pank rok i skejt pank tradiciji, godinama su se usmeravali ka težim i više tehničkim zvukom sa uticajem hevi metala. U njihovim tekstovima, kao i u njihovom aktivizmu, članovi benda se bore za radikalne levičarske i anarhističke uzroke kao i veganizam, i preduzeli su vokalni stav protiv kršenja ljudskih prava, seksizma, rasizma, nacionalizma, homofobije, imperijalizma, kapitalizma i organizovane religije.

## Istorija

### Formiranje, prve dve ploče (1986–1997)
U 1986, Samolesky i Hannah regrutovali su originalnog basistu Scott Hopper-a preko "progresivni treš bend traži basistu" flajera postavljenog u lokalnoj prodavnici ploča. Hopper je nakon tri godine zamenjen od strane Mike-a Braumeister, to je kompletiralo prvi sastav lajv izvođenja. Nakon što se bend aformisao kroz nekoliko demoa i većih emisija, uključujući i jedan sa Fugazi, Braumeister se premestio u Vankuver i John K. Samson je postao treći basista benda.
Godine 1992, Propagandhi održava svirku sa Kalifornijskim pank rok benoma NOFX i ubiacuje u svoj set kaver verziju Cheap Trick-a " I Want You to Want Me ". Impresionirani performansama, frontman NOFX-a, Fat Mike dodao ih je u svoju nezavisnu muzičku kuću Fat Wreck Chords. Bend ga je kasnije pratio do Los Angeles-a, gde snimaju svoj debi album,  How to Clean Everything , objavljen 1993. godine, bend je proveo naredne tri godine proveo na turnejama i objavio nekoliko manjih albuma, uključujući i How to Clean a Couple o' Things singl sa Fat Wreck Chords i "I'd Rather Be Flag-Burning" sa I Spy (bend).
1996. godine, snimili su i objavili njihov sledeći album Less Talk, More Rock, preko Fat Wreck Chords. Naziv je satiričan, jer su postali poznati po dugim pesama objašnjenjima i govorima tokom koncerata. Ovaj album je bio više politizovan od svojih prethodnika, sa naslovima pesama kao što su "Apparently, I'm a 'P.C. Fascist' (Because I Care About Both Human and Non-Human Animals)", "Nailing Descartes to the Wall/(Liquid) Meat Is Still Murder", i "... And We Thought Nation-States Were a Bad Idea". Ramsey Kanaan, osnivač izdavačke anarhista firme AK Press, pojavljuje se na "A Public Dis-Service Announcement from Royal Dutch Shell" kao glas multinacionalne naftne kompanije. Parcijalni prihodi albuma su donirani AK-u i drugim aktivističkim grupama.

### Today's Empires, Tomorrow's Ashes(1997–2005)
Nakon Less Talk, More Rock izdanja , Samson napušta i formira "The Weakerthans". Todd Kowalski, nekadašnji Propagandhi-jev prijatelj sa turneja, I Spy i politički "grindcore" band "Swallowing Shit", ga zamenjuje. Hannah i Samolesky takođe osnivaju "G7 Welcoming Committee Records", koji je takođe izbacio prvi album benda The Weakerthans.Muzička kuća se strukturirala oko predloga participativne ekonomije Robin Hahnel i Majkl Albert, bend je izdao Where Quantity Is Job Number 1, kolekciju EP i kompilacije pesama, demo, i lajv pesama.
U 2001. godini, Propagandhi objavio svoj treći album, Today's Empires, Tomorrow's Ashes. Za album je smatrano da odstupa od svojih predaka. Nazivi pesama i stihovi Today's Empires, Tomorrow's Ashes-a precizirao je sferu njihovih političkih stavova, dodavanjem Kowalski-jevih agresivnih tekstova i povećane gustine gitare. Album sadrži poboljšani sadržaj, sa političkim videima i esejima u vezi tema kao što su „COINTELPRO” i „Black Panther Party”.

### Potemkin City Limits, širenje na 4 dela (2005–2008)
Propagandhi je objavio album Potemkin City Limits 18. oktobra 2005. Kao i njegov prethodnik, album sadrži multimedijalni sadržaj, sa velikim brojem PDF fajlova na teme kao što su participativne ekonomije i veganstvo, i linkove ka sajtovima organizacija koje Propagandhi podržava. Albuma uvodna numera "A Speculative Fiction", osvojila je SOCAN Songwriting Prize, 2006. godine. onlajn glasanjem.Propagandhi obećao da će iskoristiti nagradu od 5000$ na donacije na Haiti Akcionim mrežama i Mesto dobrodošlice, organizacija u Vinnipeg za koje bi prethodno obavljali volonterski rad koji pomaže izbeglicama započeti novi život u Manitobi.
Hannah je usvojio pseudonim Glen Lambert-a u periodu nakon puštanja "Potemkin Citi Limits", izazivajući zabunu među nekim obožavaocima, recenzenata, i komentatora, bend je zaključio podvalu 14. avgusta 2006. da je Glen Lamber otpušten i da će biti zamenjen "bivšim" članom Chris Hannah. To se poklopilo sa dolaskom drugog gitariste Dejvida Guillas, obeležavajući prva četiri dela postave u njihovoj do tada dvadesetogodišnjoj karijeri. Guillas, zvani "The beaver(dabar)", bio je bivši pripadnik dva Winnipeg rok sastava, Giant Sons i Rough Music. Hannah je ranije izjavio da je bio ljubitelj, i pod uticajem, Guillas-ovog rada u Giant Sons.
U 2007. godini, bend je izdao DVD pod nazivom "Live from Occupied Territory", koji poseduje snimak njihovog seta u zoološkom vrtu u Winnipeg 19. jula 2003. Sredstva od DVD-a imaju koristi Grassy Narrows blokade kao i Middle East Children's Alliance. Na DVD-u se nalaze dva dugometražnih dokumentarna filma: "Peace, Propaganda and the Promised Land", i "As Long as the Rivers Flow".

### Supporting Caste,Failed States(2008–danas)
Bend je proveo naredne godine u radu na svom petom albumu, "Supporting Caste". Tokom sesija snimanja, Hannah je naveo da u
njegovoj glavi album "podseća nuklearni prostorno-vremenski kompozit "Potemkin City Limits"-a, "Less Talk More Rock"-a, "Giant Son’s Anthology" i
pažljivo izmerene doze "Today’s Empires Tomorrow’s Ashes"-a. Bend je stvorio veb stranicu koa daje fanovima opciju da dobiju dve kvalitetne pesme
sa albuma pre njenog izlaska doniranjem 1$ do 10$ za jednu od tri aktivističkih organizacija koje su podržavali. Stranica je takođe povezana sa
različitim pred-naručivanjima albuma. Zvanično je objavljen 10. marta 2009. godine.
Digitalni Recovered EP izbačen je 6. aprila 2010. Imao je starije snimke iz How To Clean Everything Less Talk, More Rock epohe, remasterovan i sa novim delovima snimljenim od strane Chrisa. Split 7"sa Sacrifice sledeo je tog decembra, sa Propagandhi-jem i "Corrosion Of Conformiti". U saradnji sa svojim prijateljima i kolegama muzičarima iz "Sheet Happens Publishing" i "Protest the Hero", Propagandhi je takođe objavio i transkripciju tablature sa "Supporting Caste" za gitaru i bas početkom 2012. godine.
Grupa je započela planove za novi album ubrzo nakon završetka Supporting Caste-a. Nakon nekolikogodišnjeg rada i izbacivanja fragmentima nekoliko godina nude razne internet objekte, Failed States, njihov šesti studijski album, objavljen je 4. septembra 2012. kroz Epitaph Records. Prve kritike su uglavnom pozitivne: Revolver pohvalio albumovo je muzičko i lirsko dostignuće, dok Exclaim! identifikuje njegov uspeh standardimaa postavljenim nedavnom napretku benda. U oktobru 2012. godine, saopšteno je izdavanje Failed States-a.
David Guillas, od septembra 2015. godine, više neće biti deo postave turneje, a bend je u potrazi za novim gitaristom za turneje. [25] Međutim, namera je da će Guillas i dalje pisati i snimati kao deo benda. Na 30. septembar 2015. godine, bend je oglasio na svom sajtu da će muzičar iz Floride, Sulinn Hago, se pridružiti bendu kao novi touring gitarista.

## Članovi
| Trenutni članovi - Chris Hannah – vocal, gitara (1986–danas) - Jord Samolesky – bubnjevi, vocal (1986–danas) - Todd Kowalski – bas, vocal (1997–danas) - David Guillas – gitara, vocal (2006–danas, u studiju; 2006-2015 uživo) Trenutni članovi za turneje - Sulynn Hago – gitara, vocal (2015–danas) | Bivši članovi - Scott Hopper – bas, vocal (1986–89) - Mike Braumeister – bas (1989–91) - John K. Samson – bas, vocal (1991–97) |

Vremenska linija

## Diskografija
- How to Clean Everything (1993)
- Less Talk, More Rock (1996)
- Today's Empires, Tomorrow's Ashes (2001)
- Potemkin City Limits (2005)
- Supporting Caste (2009)
- Failed States (2012)

## Spoljašnje veze
- Propagandhi oficijelna veb stranica
- oficijelna MySpace stranica
- G7 Welcoming Committee zvanični vebsajt G7